# 1689年権利主張法
1689年権利主張法（1689ねんけんりしゅちょうほう、英: Claim of Right Act 1689）は、1689年4月にスコットランド議会において可決された法律である。これはイギリスの憲法及びスコットランド法において、非常に重要なものの一つである。

## 背景

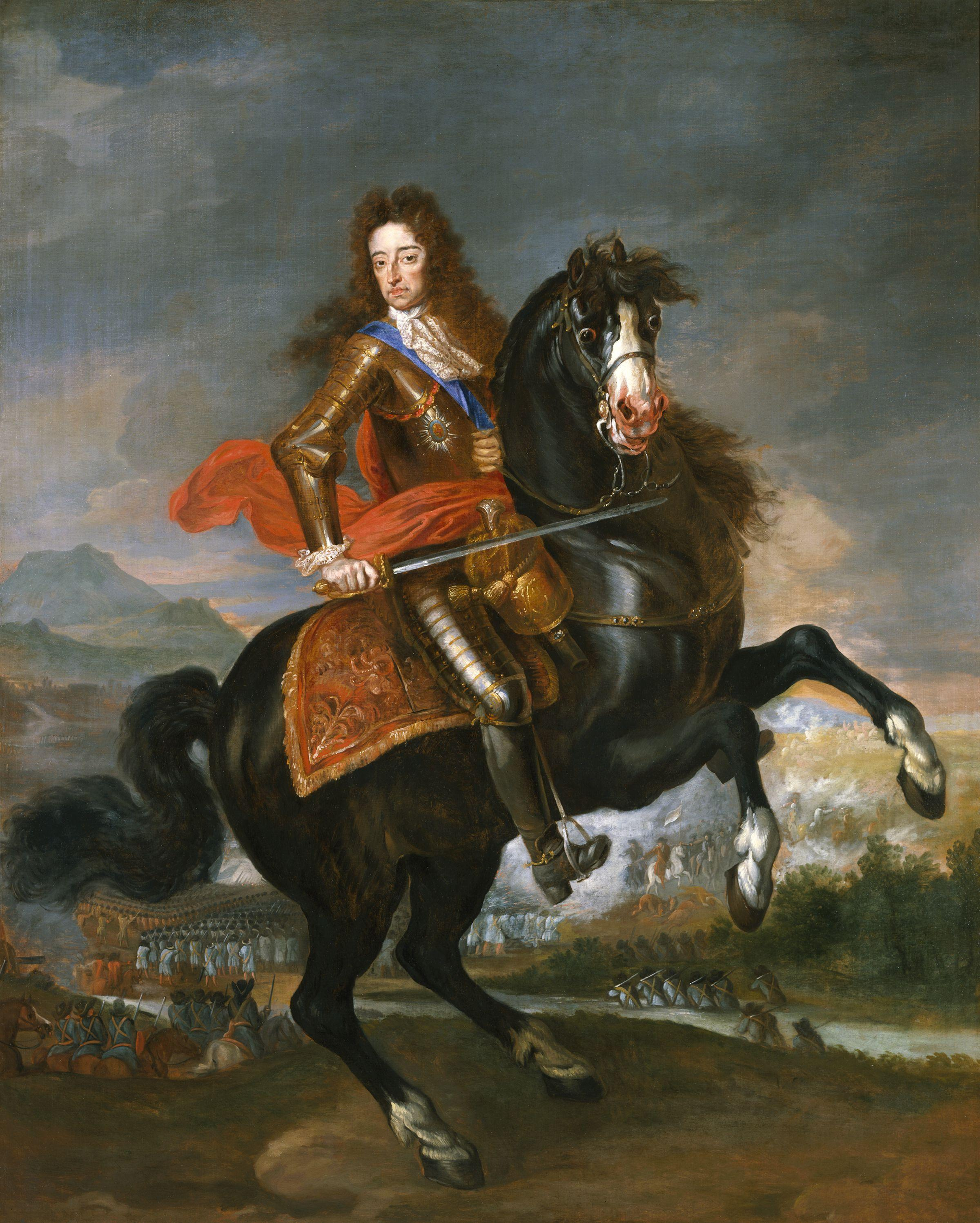
ウィリアム3世

名誉革命の際、オラニエ公ウィレム3世は1688年11月5日、軍隊とともにイングランドに上陸した。イングランド王国およびアイルランド王国の国王ジェームズ2世 (スコットランド王としてはジェームズ7世) は、この侵略に抵抗しようとしたが、その後代理人を派遣し交渉して、結局1688年12月23日にはイングランドから逃亡した。
イングランドの仮議会はジェームズ2世がイングランド王として政府を放棄したことを宣言し、1689年2月13日にウィリアム3世とメアリー2世をイングランド王とする「権利の章典」を公布、さらに「1689年王位及び議会承認法」によりその有効性を確認したが、スコットランドにおいてはより困難な憲法問題に直面していることが明らかになった。ジェームズ2世は名誉革命の間スコットランドにおらず、12月にスコットランドから逃亡したということもなかったからである。

## その後の経過
したがって、スコットランド議会の三部会 (英: Convention of the Estates of Scotland、(英語版))  は3月16日に王位継承候補の2名から受け取った書簡を検討するために招集された。4月4日、議会は王室の契約上の性質に関するジョージ・ブキャナン (英語版)の理論を利用して、ジェームズ7世の退位を可決した:302。
その月の下旬、議会はスコットランド憲法の要件として彼らが見たものを列挙して、権利の主張と苦情の条項 (the Claim of Right and the Article of Grievances) を採択した。またこれらの法律にその行動が違反していたとして、ジェームズ7世はスコットランド王位を失ったことを宣言した。
議会をこれらに基づいて、ウィリアムとメアリーに王位を提示し、彼らは1689年5月11日にそれを受け入れてそれぞれウィリアム2世、メアリー2世としてスコットランドの王、女王であることを宣言した。しかしながら、監督制に反した「権利の主張」が新しい君主制に完全に認められるか否かという次の問題は存在した:302。

## 意義
「権利の主張」の効果は、「王室の特権を犠牲にして、スコットランド憲法における議会の地位を強化する」ものであった:401-402。この法律は1703年のスコットランド議会法 (1689年の三部会の議会への変更を承認する法律 c.3) により確認され、1707年の合同法以降は連合王国により保持されてきた。
2019年、この法律はボリス・ジョンソン首相の議会の閉会 (英: 2019 British prorogation controversy、(英語版)) は違法であるとして裁判所に提訴した議員達により引用された。民事上訴裁判所 (英: Court of Session、(英語版)) 内院  (英: Inner House、(英語版)) のドハティ判事は、その主張は正当化できるものではなく、仮に正当なものだったとすれば「権利の主張」の違反はなかったと判断した。この提訴の真の目的は「政府の行動を議会に精査させること」であったため、内院は、この意見は正当で議会の閉会は違法であるとする主張による上訴を認めた。しかしこれは、スコットランド法や「権利の主張」の特殊性による結果ではないと述べた。高等法院は同日上訴を却下する判決を出し、2件の訴訟は内院の判決を支持する最高裁判所へ持ち込まれた。
詳細は